# Martin Bell (Skirennläufer)
Martin Neil Bell (* 6. Dezember 1964 in Akrotiri, Zypern) ist ein ehemaliger britischer Skirennläufer.

## Karriere
Bell wurde auf dem Stützpunkt der Royal Air Force in Akrotiri geboren. Zwischen 1984 und 1994 nahm er viermal an Olympischen Winterspielen teil. 1988 wurde er bei der olympischen Abfahrt von Nakiska bei Calgary Achter. Dies ist die beste Platzierung, die jemals ein britischer Skirennläufer bei Winterspielen erreichen konnte.
Bell startete zwischen 1985 und 1993 auch fünfmal bei Skiweltmeisterschaften. Sein bestes Resultat erreichte er 1987 in Crans-Montana mit einem 16. Platz in der Abfahrt. Im Skiweltcup fuhr er sieben Mal unter die besten zehn; sein bestes Ergebnis ist ein fünfter Platz am 22. Februar 1986 in der Abfahrt von Åre. Nach der Saison 1994/95 beendete Bell seine Karriere als Wettkampfsportler. Er lebt heute in den Vereinigten Staaten.

## Privates
Sein jüngerer Bruder Graham war er ebenfalls als Skirennläufer aktiv. Auch seine Tochter Reece Bell ist als Skirennläuferin aktiv.

## Erfolge

### Olympische Winterspiele
- Sarajevo 1984:18. Abfahrt, 32. Riesenslalom
- Calgary 1988: 8. Abfahrt, 26. Kombination, 34. Super-G, 41. Riesenslalom
- Albertville 1992: 25. Kombination, 29. Abfahrt, 49. Super-G
- Lillehammer 1994: 28. Abfahrt

### Weltmeisterschaften
- Bormio 1985: 35. Abfahrt[3], 35. Alpine Kombination[4], DNF Riesenslalom[5]
- Crans-Montana 1987: 16. Abfahrt, 20. Alpine Kombination[6], DNS Super-G[7]
- Vail 1989: 25. Alpine Kombination[8], 28. Abfahrt[9], 31. Super-G[10]
- Saalbach-Hinterglemm 1991: 36. Abfahrt[11], DNF Super-G[12]
- Morioka 1993: 18. Alpine Kombination[13], 29. Abfahrt[14]

### Weltcup
- 7 Platzierungen unter den besten 10